# Obtusipalpis brunneata
Obtusipalpis brunneata là một loài bướm đêm trong họ Crambidae.